# Casetta (Castelnuovo Berardenga)
Casetta (già Casetta Biena) è una frazione del comune italiano di Castelnuovo Berardenga, nella provincia di Siena, in Toscana.

## Geografia fisica
Casetta è situata nel valle del torrente Arbia, che lambisce il paese a ovest e che segna il confine con il comune di Siena. La frazione è delimitata a nord dal torrente Malena (15 km), che confluisce nell'Arbia poco distante, e a sud-est dal torrente Biena (16 km), che inizialmente compariva nel toponimo (Casetta Biena). Inoltre, Casetta è situata al limite sud-occidentale del territorio comunale, sul confine con il comune di Asciano.
La frazione confina a nord con Monteaperti, a est con Castelnuovo Scalo, a sud con Arbia e ad ovest con Taverne d'Arbia. Casetta dista inoltre 11 km dal capoluogo comunale e circa 15 km da Siena.

## Storia
Il territorio della frazione risulta abitato sin dall'età antica, come dimostrano i resti di un villaggio pluristratificato (testimonianze dal IX al I secolo a.C.) localizzato presso il podere Mencia. La presenza di una sorgente termale, il rinvenimento di "idoletti" etruschi legati agli elementi naturali e i resti di una villa di età romana, fanno pensare che questo luogo dovesse essere a lungo frequentato, anche per fini religiosi, e che probabilmente fosse poi andato a costituire il punto di confine con la colonia romana di Saena Iulia.
Anche in epoca medievale la zona fu particolarmente legata al culto, in quanto la località Dofana, posta a pochi metri da Casetta in direzione di Monteaperti, è conosciuta dalla tradizione come il luogo del martirio di sant'Ansano, patrono di Siena.

## Monumenti e luoghi d'interesse

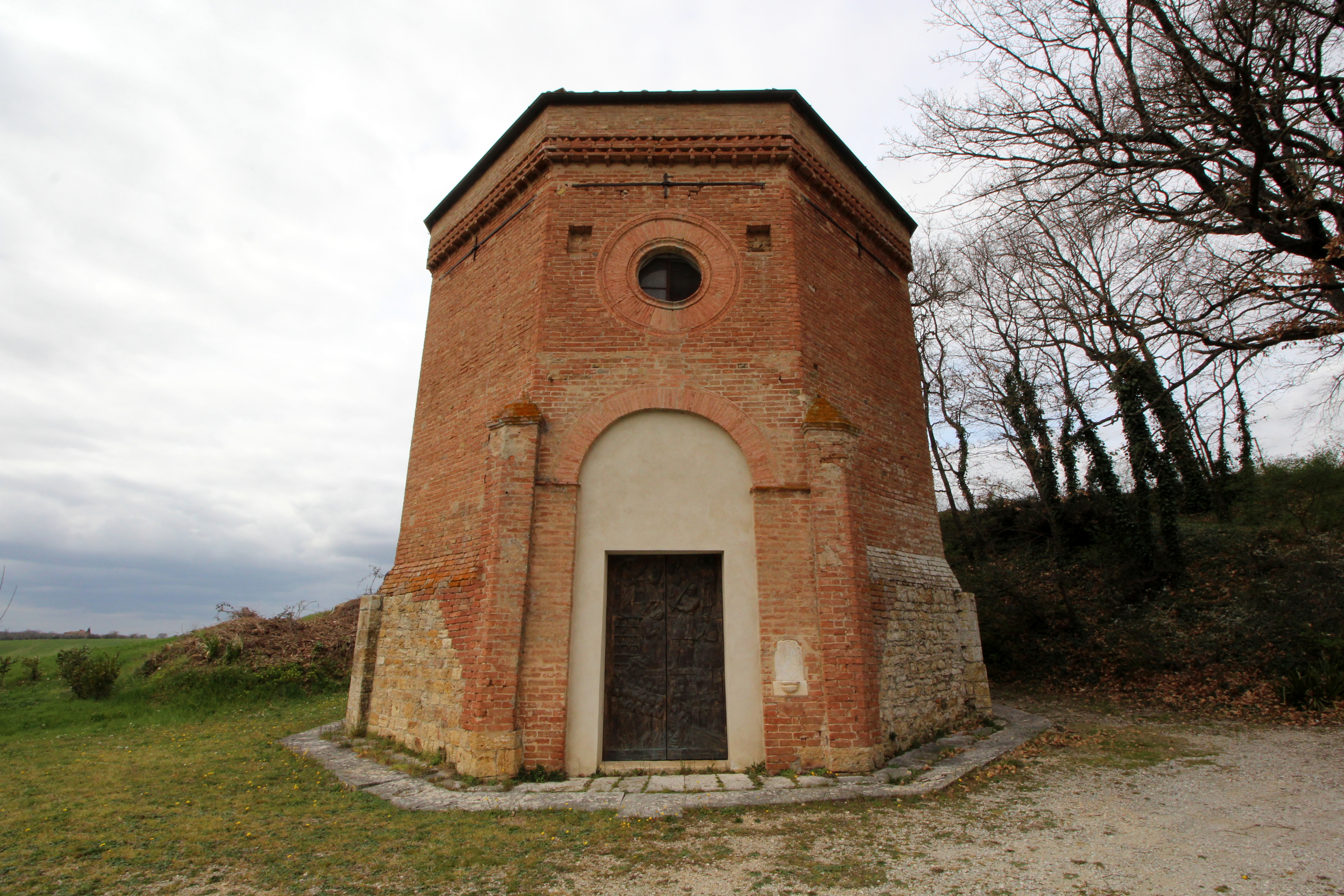
La cappella del martirio di sant'Ansano

### Architetture religiose
- Chiesa di Sant'Ansano a Dofàna
- Cappella del martirio di sant'Ansano

### Aree naturali
In località Dofàna, poco fuori da Casetta oltre la superstrada, in direzione di Monteaperti, si trovano le sorgenti termali dell'Acqua Borra, già note in epoca antica, come dimostrani i ritrovamenti archeologici, e documentate per la prima volta nel 1290. Le sorgenti furono sotterrate nel 2008 in seguito alla morte di un ragazzo che venne risucchiato in una voragine apertasi improvvisamente. Nel 2016 sono state riaperte e trasformate in parco termale.

## Società

### Evoluzione demografica
Nel 2001, il centro abitato contava 396 abitanti, poi aumentati a 489 nel censimento del 2011.

## Cultura
Presso il Circolo ricreativo culturale sportivo Casetta-Monteaperti, la popolazione costituitasi in un comitato realizza ogni anno la festa "Monteaperti passato e presente" per rievocare la storica battaglia di Montaperti del 1260.

## Geografia antropica
La frazione di Casetta comprende nel proprio territorio anche le località di Dofana, Monteforelli, Molino Sant'Ansano, Sant'Ansano in Dofana, e i poderi Acqua Borra, Bagnaccio, Cappella, Giardino, Madonna, Mencia Alta, Mencia Bassa, Palazzetto, Poggiarone.
Dipendente in un unico agglomerato urbano con Casetta, senza soluzione di continuità, è il nucleo di Casanova Pansarine (200 m s.l.m., 120 abitanti), che però è già amministrativamente parte del comune di Asciano.

## Infrastrutture e trasporti
Casetta è situata a ridosso della Ferrovia Centrale Toscana e della strada statale 715 Siena-Bettolle, che collega Siena con l'A1. La frazione è servita dallo svincolo Casetta-Monteaperti direttamente nel centro abitato.